# Araneus dianiphus
Araneus dianiphus är en spindelart som beskrevs av William Joseph Rainbow 1916. Araneus dianiphus ingår i släktet Araneus och familjen hjulspindlar.
Artens utbredningsområde är Queensland. Utöver nominatformen finns också underarten A. d. xanthostichus.